# Anidride metansolfonica
L'anidride metansolfonica è l'anidride dell'acido metansolfonico. Come il metansolfonil cloruro, può essere utilizzata nella preparazione di mesilati (ovvero esteri metansolfonilici). Essa è disponibile commercialmente ma può anche essere preparata per reazione tra il pentossido di fosforo e l'acido metansolfonico ad 80 °C:
2 P2O5 + 6 CH3SO3H → 3 (CH3SO2)2O + 4 H3PO4
È solubile nella maggior parte dei solventi organici ma subisce idrolisi in soventi nucleofili come l'acqua o gli alcoli.